# Nimorazol
Nimorazol ist eine organische Verbindung aus der Gruppe der Nitroimidazole.

## Herstellung
Nimorazol kann ausgehend von 2-Morpholinoethanol hergestellt werden. Dieser wird zunächst mit Thionylchlorid in ein Chlorid überführt und dann mit dem Natriumsalz von 5-Nitroimidazol zu Nimorazol umgesetzt.

## Eigenschaften und Reaktionen
Durch Reaktionen mit Elektronen (beispielsweise bei der Strahlentherapie) bildet Nimorazol in einem Dissociative Electron Attachment ein Radikalanion.

## Verwendung
Nimorazol ist als Antibiotikum gegen anaerobe Bakterien wirksam. Es ist zur Behandlung von Protozoenerkrankungen angezeigt. Ein Einsatz als Radiosensitizer zum Einsatz bei Tumoren an Kopf und Hals wird klinisch geprüft.

## Externe Links zu erwähnten Verbindungen
1. ↑  Externe Identifikatoren von bzw. Datenbank-Links zu 2-Morpholinoethanol:  CAS-Nr.: 622-40-2, EG-Nr.: 210-734-5, ECHA-InfoCard: 100.009.759, GESTIS: 493509, PubChem: 61163, ChemSpider: 55110, Wikidata: Q23648402.